# Диззия, Мария
Мария Тереза Диззия (англ. Maria Teresa Dizzia, род. 29 декабря 1974) — американская актриса. В 2010 году она номинировалась на премию «Тони» за лучшую женскую роль второго плана в пьесе за выступление в бродвейской постановке In the Next Room. В 2013 году она номинировалась на «Драма Деск» за главную роль в офф-бродвейской пьесе Belleville.

## Биография
Диззия родилась в Бельвилле, Нью-Джерси, и окончила Корнеллский университет, после чего получила степень магистра в Калифорнийском университете в Сан-Диего. С тех пор она активно выступала на театральной сцене, а также иногда играла второстепенные роли в таких фильмах как «Любовь и прочие обстоятельства» (2009), «Марта, Марси Мэй, Марлен» (2011), «Предел риска» (2011), «Счастливо печальные» (2013), «Капитан Филлипс» (2013), «Пока мы молоды» (2015) и «Правдивая история» (2015).
На телевидении, Диззия наиболее известна благодаря своей второстепенной роли лучшей подруги главной героини в сериале Netflix «Оранжевый — хит сезона», где она снималась в 2013-14 годах. Также она появилась в «Закон и порядок», «Закон и порядок: Преступное намерение», «Луи» и «Хорошая жена».